# Nhân sinh nếu như lần đầu gặp gỡ
Nhân Sinh Nếu Như Lần Đầu Gặp Gỡ (Tên tiếng Trung: 人生若如初相见, Tên tiếng Anh: Siege in Fog) là bộ phim ngôn tình Trung Quốc chuyển thể từ cuốn tiểu thuyết Sương mù vây thành (迷雾围城) của nhà văn Phỉ Ngã Tư Tồn. Bộ phim với sự tham gia của Hàn Đông Quân, Tôn Di, Từ Chính Khê phát chính thức trên kênh Tencent vào ngày 2 tháng 3 năm 2018.

## Giới thiệu
Chỉ qua một lần gặp mặt, Dịch Liên Khải (Hàn Đông Quân), một thiếu gia giàu có và quyền lực của Giang Tả đã tìm đủ mọi cách để cưới Tần Tang (Tôn Di), một cô gái trẻ con nhà quan chức cao cấp vốn đã có người yêu là Lệ Vọng Bình. Bị người yêu bỏ rơi, cha lại gặp nạn nên Tần Tang đành phải kết hôn với Dịch Liên Khải. Chính vì không hiểu được tình cảm của đối phương nên giữa họ luôn xảy ra nhiều tranh chấp, cuộc sống không lúc nào yên ổn. Phải trải qua rất nhiều sóng gió, Dịch Liên Khải và Tần Tang mới nhận ra được tình cảm của nhau. Họ yêu nhau khi đã bỏ lỡ rất nhiều thời gian.
Phạm Yến Vân tuy yêu Dịch Liên Khải nhưng lại kết hôn với anh trai của Khải là Dịch Liên Thận. Vì Yến Vân sau đó tự sát, Dịch Liên Thận đem tất cả thù hận đổ lên đầu em trai, huynh đệ từ đó mà tương tàn. Sau đó chiến tranh nổ ra, Dịch Liên Khải quyết định cùng anh trai ra chiến trường. Tần Tang lúc này lại đang mang thai, Dịch Liên Khải giao cô cho Phan Tiễn Trì, hy vọng cô về sau sẽ sống thật tốt. Nhưng sau đó Dịch Liên Khải xuất hiện trở về với Tần Tang.

## Diễn viên tham gia

### Diễn viên chính
| Diễn viên     | Vai diễn                    | Giới thiệu |
| ------------- | --------------------------- | --- |
| Hàn Đông Quân | Dịch Liên Khải              | Con trai thứ ba của Dịch gia và là học trò của Phạm tiên sinh. Dịch Liên Khải tính tình đào hoa, ăn chơi trác táng nhưng sau khi gặp Tần Tang thì đã yêu cô. Anh luôn sống theo kiểu bất cần đời không quan tâm mọi chuyện nhưng thực tế lại là người rất thông minh và dũng cảm. Sau này Dịch Liên Khải gia nhập lực lượng vũ trang, trở thành chỉ huy của liên quân chỉ vì muốn bảo vệ Tần Tang. |
| Tôn Di        | Tần Tang                    | Con gái của một quan chức cao cấp. Cô luôn tỏ ra lạnh lùng bí ẩn nhưng rất thông minh và quan tâm đến người khác. Tần Tang từng yêu Lệ Vọng Bình nhưng cuối cùng lại thuận theo ý mẹ kết hôn với Dịch Liên Khải. Cô không quan tâm cuộc sống ăn chơi của Dịch Liên Khải mà chỉ muốn lợi dụng nhà họ Dịch để giúp đỡ cha mình đang gặp nạn. Nhưng cuối cùng cô nhận ra mình đã yêu Dịch Liên Khải.  |
| Từ Chính Khê  | Lệ Vọng Bình/ Phan Tiễn Trì | Lệ Vọng Bình người đứng thứ hai của Thiên Minh hội, cấp dưới của chú sáu Dịch Thụ Thành, có lòng yêu nước sâu sắc, sức chịu đựng hơn người, định lực phi phàm. Anh là mối tình đầu của Tần Tang nhưng cuối cùng lại chia tay cô để sang Nhật Bản học tập. Sau khi trở về, Lệ Vọng Bình đã đổi tên thành Phan Tiễn Trì, trở thành phó quan của Dịch Liên Khải và cũng muốn tiếp cận với Tần Tang.   |

### Diễn viên phụ

#### Dịch gia
| Diễn viên        | Vai diễn       | Giới thiệu |
| ---------------- | -------------- | --- |
| Phương Trung Tín | Dịch Kế Bồi    | Người đứng đầu của Dịch gia và cũng là đại soái của Giang Tả. |
| Mã Kính Hàm      | Dịch Liên Di   | Con trai cả của Dịch Kế Bồi. Dịch Liên Di luôn tỏ ra điềm đạm khiêm nhường nhưng thực tế rất mưu mô và luôn cố gắng đạt được những gì mình có. Thời còn trẻ anh rất xuất sắc nhưng sau đó vì rơi vào cái bẫy của Dịch Thụ Thành nên đã bị liệt.                                                                  |
| Kim Phong        | Mộ Dung Thiên  | Vợ của Dịch Liên Di, con gái của Mộ Dung Thần và chị của Mộ Dung Phong. Cô là người rất truyền thống, được Dịch Kế Bồi giao cho quản lý công việc trong Dịch gia. |
| Trâu Đình Uy     | Dịch Liên Thận | Con trai thứ hai của Dịch Kế Bồi. Dịch Liên Thận là người thông minh quả cảm, từ nhỏ đã được đào tạo về quân sự, nắm giữ quyền lực lớn trong quân đội. Tuy nhiên Dịch Liên Thận cũng là người mưu mô, luôn tìm cách chiếm đoạt toàn bộ gia sản. Vì giống Dịch Thụ Thành mà Dịch Liên Thận bị nghi là con ông ta. |
| Trịnh La Thiến   | Phạm Yến Vân   | Vợ của Dịch Liên Thận và là con gái của Phạm tiên sinh. Mặc dù kết hôn với Dịch Liên Thận nhưng cô vẫn luôn yêu Dịch Liên Khải. |
| Nhiếp Gia Lạc    | Dịch Hiểu Dung | Con gái thứ tư của Dịch Kế Bồi. Cô luôn sống vui vẻ nhưng lại bị ảnh hưởng quá nhiều từ cha mình. |